# Inna Zhukova
Pour les articles homonymes, voir Joukova.
Inna Ivanovna Zhukova (en biélorusse : Іна Іванаўна Жукава, Ina Ivanawna Joukava) est une gymnaste biélorusse, née le 6 septembre 1986 à Krasnodar (auj. en Russie). Elle a remporté la médaille d'argent aux jeux olympiques de Pékin en 2008.
Inna commence la gymnastique rythmique en 1990, à l'âge de quatre ans. S'entraînant initialement en Russie, elle est invitée à poursuivre sa formation en Biélorussie avec l'entraîneur Irina Leparskaya. Elle fait son entrée dans la compétition internationale en 2001. Elle participe aux jeux olympiques d'Athènes en 2004 et termine 7e au concours général individuel, avec une note finale de 100.575 (25.00 au cerceau, 25.300 au ballon, 25.200 aux massues et 25.075 au ruban). Elle termine 4e au concours général individuel des championnats du monde 2007 à Patras. Elle finit cependant sa carrière en beauté en remportant la médaille d'argent aux jeux olympiques de Pékin en 2008.

## Palmarès

### Jeux olympiques
- Pékin 2008
  -  médaille d'argent au concours général individuel.

### Championnats du monde
- Madrid 2001
  -  médaille d'argent au concours général par équipes.
- Budapest 2003
  -  médaille de bronze au concours général par équipes.
  -  médaille de bronze au ballon.
- Bakou 2005
  -  médaille de bronze au concours général par équipes.
  -  médaille de bronze au ballon.
- Patras 2007
  -  médaille d'argent au concours général par équipes.
  -  médaille de bronze à la corde.

### Championnats d'Europe
- Riesa 2003
  -  médaille d'argent au ruban.
  -  médaille de bronze au ballon.
- Kiev 2004
  -  médaille de bronze au concours général par équipes.
- Moscou 2005
  -  médaille de bronze au concours général par équipes.
  -  médaille de bronze au ballon.
  -  médaille de bronze au ruban.